# جاكوب فولكمان
جاكوب فولكمان (بالإنجليزية: Jacob Volkmann) مصارع أمريكي مختص في فنون القتال المختلطة.

## سجل الفنون القتالية المختلطة
| النتيجة | السجل | الخصم     | الطريقة | الحدث   | التاريخ      | الجولة | الزمن | المكان           | ملاحظات |
| ------- | ----- | --------- | ------- | ------- | ------------ | ------ | ----- | ---------------- | ------- |
| خسِر     | 15–4  | بوبي غرين | إستسلام | UFC 156 | 2 فيفري 2013 | 3      | 4:25  | الولايات المتحدة |         |

## روابط خارجية
- جاكوب فولكمان على موقع IMDb (الإنجليزية)
- جاكوب فولكمان على موقع قاعدة بيانات الفيلم (الإنجليزية)
- جاكوب فولكمان على موقع بيلاتور (الإنجليزية)
- جاكوب فولكمان على موقع شيردوغ (الإنجليزية)